# Loretánská kaple u Pyšel

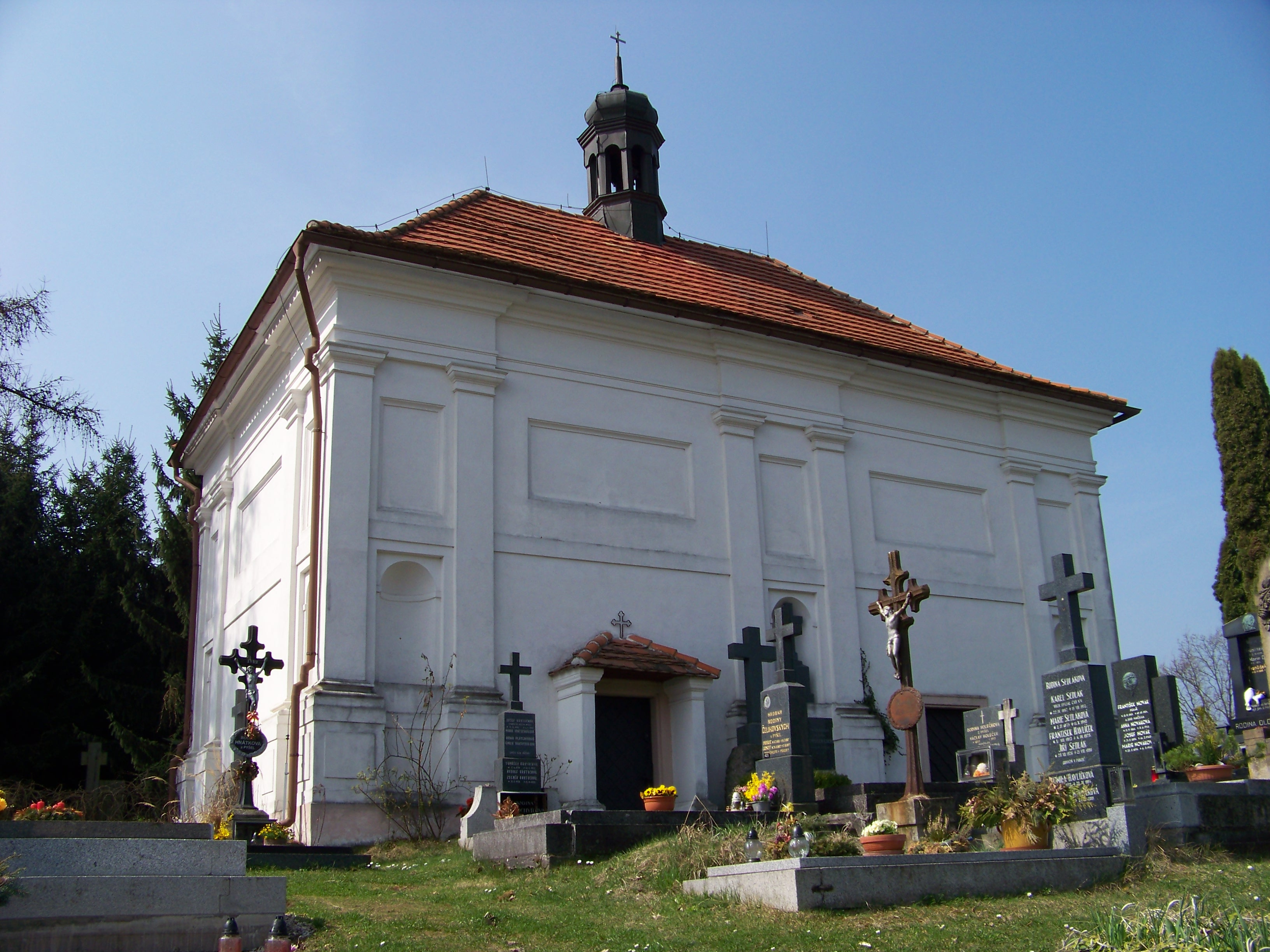
Loretánská kaple, Pyšely

Loretánská kaple u Pyšel na Benešovsku se nachází severozápadně od centra obce Pyšely na návrší, kde je místní hřbitov. Kaple je chráněna jako nemovitá Kulturní památka České republiky.

## Historie
Loretánská kaple byla postavena roku 1699. Jejím donátorem byl František Antonín hrabě z Halleweilu. Původně stála osamocena na zdaleka viditelném návrší. Vyhledávaným poutním místem byla až do Josefínských reforem, kdy byla roku 1781 zrušena. Od zboření ji zachránilo založení hřbitova v jejím sousedství v roce 1790, protože starý hřbitov v obci u kostela Povýšení svatého Kříže byl uzavřen. Santa Casa byla znovu vysvěcena a slouží jako hřbitovní kaple.
Za prostým oltářem se nachází dřevěné pažení se zamřížovanými otvory a dveře vedoucí do prostoru za oltářem. Před čelní stranou mensy je malované barokní antipendium s obrazem Loretánské Madony uprostřed. Za pažením je výklenek se sochou Loretánské Madony. Kaple je čtvrtplášťová, se čtyřmi vchody a malým okénkem, do patra vedou schody. Její vnější rozměry jsou 13,03 x 7,68 metru.
Roku 1999 byla kaple zrekonstruována.